# My Lucky Day
A My Lucky Day (magyarul: A szerencsés napom) a DoReDoS moldáv együttes dala, amellyel Moldovát képviselték a 2018-as Eurovíziós Dalfesztiválon, Lisszabonban.

## Eurovíziós Dalfesztivál
A dal a 2018. február 24-én megrendezett moldáv nemzeti döntőben nyerte el az indulás jogát, ahol a zsűri és a nézői szavazatok együttese alakította ki a végeredményt.
A dalt az Eurovíziós Dalfesztiválon először a május 10-i második elődöntőben adták elő, fellépési sorrendben hetedikként az Oroszországot képviselő Julia Samoylova I Won’t Break című dala után és a Hollandiát képviselő Waylon Outlaw in ’Em című dala előtt. Az elődöntőből a harmadik helyen jutottak tovább a május 12-i döntőbe, ahol fellépési sorrendben tizenkilencedikként léptek fel a Bulgáriát képviselő Equinox Bones című dala után és a Svédországot képviselő Benjamin Ingrosso Dance You Off című dala előtt. A pontozás során a zsűri szavazáson összesítésben a tizedik helyen végeztek 94 ponttal (Oroszországtól maximális pontot kaptak), míg a nézői szavazáson a nyolcadik helyen végeztek 115 ponttal (Oroszországtól és Romániától maximális pontot kaptak) így összesítésben 209 ponttal a verseny tizedik helyezettjei lettek.
A következő moldáv induló Anna Odobescu Stay című dala volt a 2019-es Eurovíziós Dalfesztiválon.

## Külső hivatkozások
- Dalszöveg
- A dal előadása a moldáv nemzeti döntőben. YouTube-videó, Eurovision Song Contest, 2018. február 27.
- A dal videóklipje. YouTube-videó, Eurovision Song Contest, 2018. március 12.
- A dal előadása a dalfesztivál második elődöntőjében. YouTube-videó, Eurovision Song Contest, 2018. május 10.
- A dal előadása a dalfesztivál döntőjében. YouTube-videó, Eurovision Song Contest, 2018. május 12.